# Sân vận động Kégué
Sân vận động Kégué (tiếng Pháp: Stade de Kégué) là một sân vận động đa năng ở Lomé, Togo. Sân hiện đang được sử dụng chủ yếu cho các trận đấu bóng đá. Sân vận động có sức chứa 40.000 người và khánh thành vào năm 2000. Sân được thiết kế bởi kiến trúc sư Trung Quốc Yang Zhou. Sân vận động là chủ nhà chính của Giải vô địch bóng đá U-17 châu Phi 2007, vào tháng 3 năm 2007.

## Lịch sử
Vào năm 2004, sân vận động đã chứng kiến một sự cố sau trận đấu giữa Togo và Mali ở vòng loại World Cup 2006. Đèn trên Sân vận động Kégué tắt, và trong khi đám đông hoảng loạn cố gắng rời khỏi sân vận động, ba người đã thiệt mạng và tám người bị thương trong vụ giẫm đạp sau đó. Vào ngày 19 tháng 10 năm 2007, Liên đoàn bóng đá châu Phi đã ban lệnh cấm vô thời hạn đối với sân vận động sau khi vòng loại Cúp bóng đá châu Phi kết thúc bằng bạo lực khiến các cầu thủ và người hâm mộ Mali bị thương. Hơn 118 triệu franc CFA đã được chi cho việc cải tạo nhằm mục đích bảo vệ cao hơn trong lệnh cấm. Kégué đã quay trở lại để tổ chức các trận đấu quốc tế vào năm 2009, nơi Togo thua 2-1 trước Maroc ở vòng loại World Cup 2010.